# Avenue de Lowendal
Pour les articles homonymes, voir Lowendal.
L’avenue de Lowendal est une voie des 7e et 15e arrondissements de Paris.

## Situation et accès

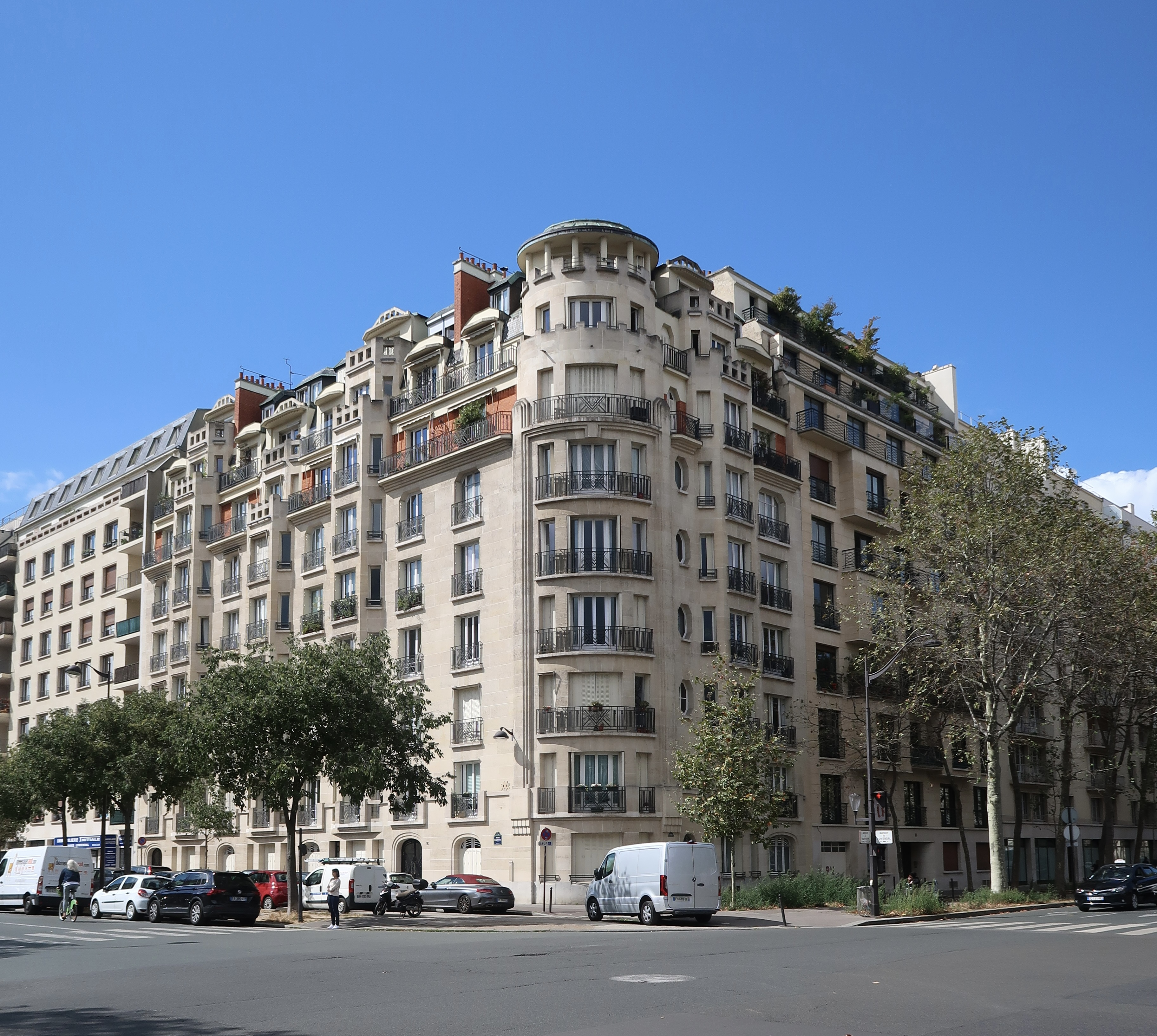
Au croisement avec l'avenue de Suffren.

Longue de 800 mètres, elle commence avenue de Tourville et 102, boulevard de La Tour-Maubourg et finit boulevard de Grenelle et boulevard Garibaldi.
Le quartier est desservi, au nord, par la ligne 8, à la station École Militaire, et, au sud, par la ligne 6, à la station Cambronne.

## Origine du nom

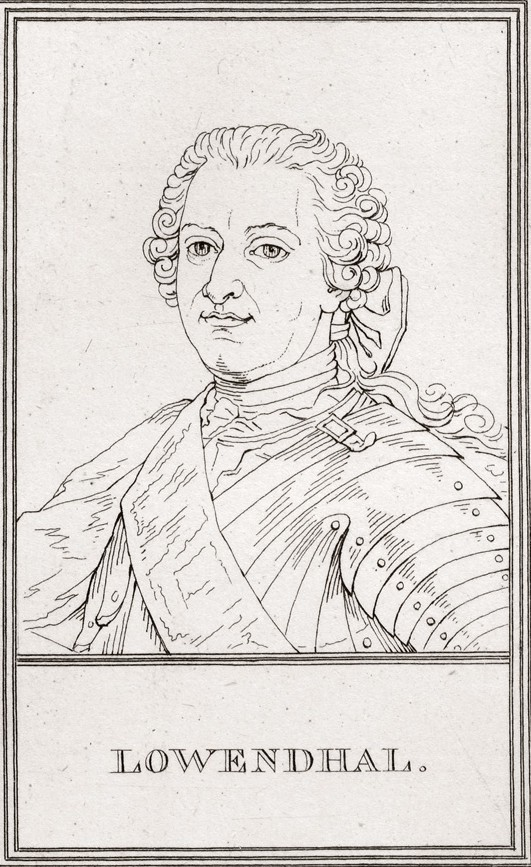
Lowendal.

La rue rend hommage au comte Woldemar de Lowendal (1700-1755), maréchal de France.

## Historique
La voie est tracée en 1770 et cédée par l'État à la ville en vertu de la loi du 19 mars 1838.
La partie entre l'avenue de Tourville et la place de Fontenoy a porté, jusque vers 1830, le nom d'« avenue Boufflers », en mémoire du duc Louis François de Boufflers, pair et maréchal de France. Pendant la Révolution, elle était l'« avenue du Quartier de la Cavalerie ».

## Bâtiments remarquables et lieux de mémoire
- Nos 9-11 : ancien bâtiment des Assurances sociales (compris dans l'édifice du ministère de la Santé), construit à partir de 1929 par l’architecte Guillaume Tronchet[2].
- No 12 : immeuble de 1905, réalisé par l'architecte G. Postel-Vinay, signé en façade.
- Nos 19 à 23 : bâtiment de 1958 réalisé par l’architecte Bernard Zehrfuss[2].
- Promenade Yehudi-Menuhin.
- L'avenue longe la maison de l'UNESCO.